# St. Peter und Paul (Oberbrunn)

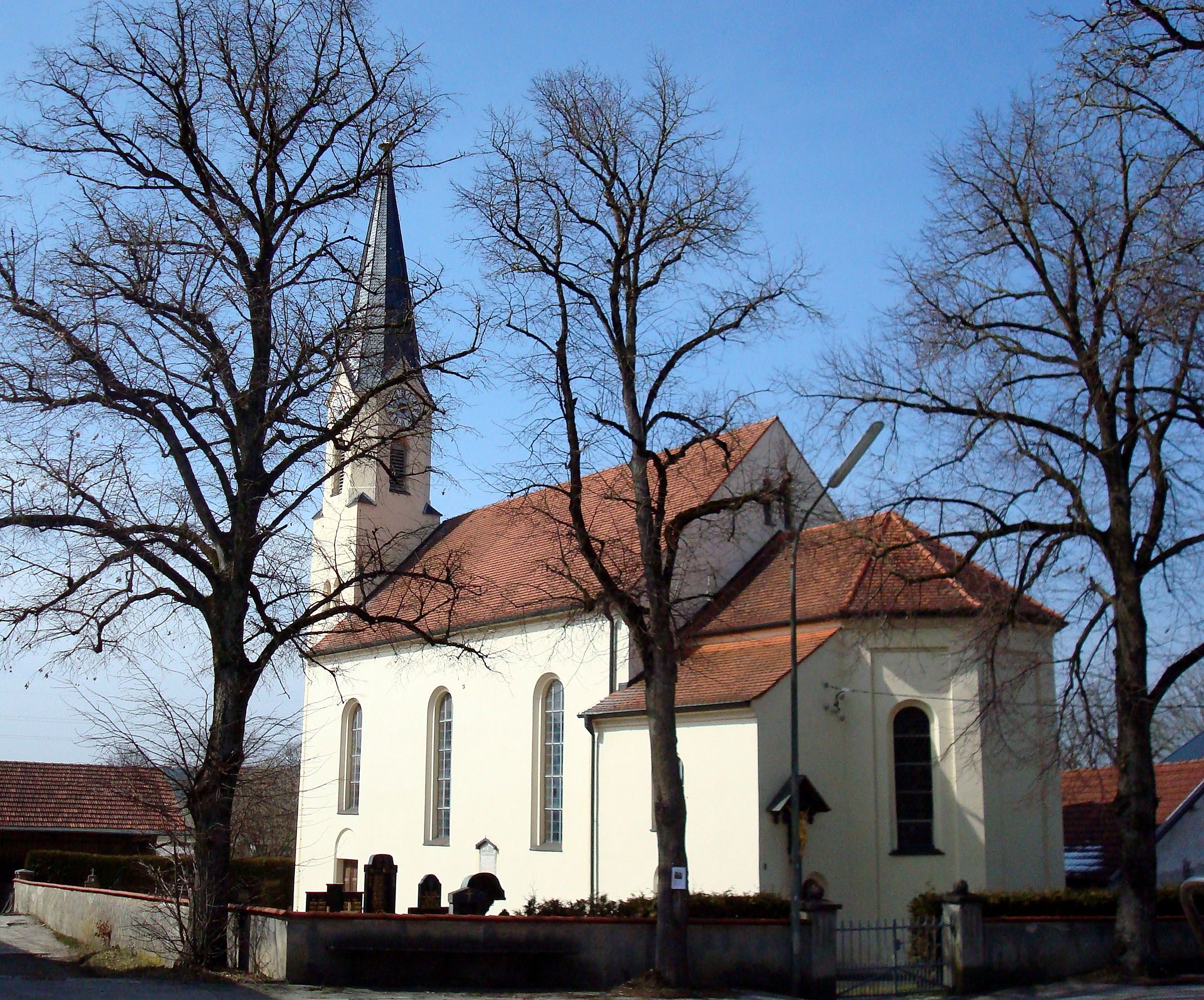
Kirche St. Peter und Paul in Oberbrunn

Die römisch-katholische Filialkirche St. Peter und Paul in Oberbrunn wurde 1864 errichtet. Die Kirche an der Landstraße 3 ist ein geschütztes Baudenkmal.

## Geschichte
Das Turmuntergeschoss stammt aus einem Vorgängerbau aus spätgotischer Zeit. Im Jahr 1778 wurde diese Kirche von Franz Anton Kirchgrabner erweitert. Im Jahr 1864 erfolgte der Neubau durch Matthias Wannerstorfer aus Starnberg. Johann Georg Beer (II) lieferte 1883 die Orgel. Bei Renovierungsarbeiten 1989 wurden die ursprünglichen Fresken und Raumausstattung von Joseph Fendt freigelegt.